# Pseudonortonia scotti
Pseudonortonia scotti är en stekelart som beskrevs av Giordani Soika 1957. Pseudonortonia scotti ingår i släktet Pseudonortonia och familjen Eumenidae. Inga underarter finns listade i Catalogue of Life.